# Guillermo Escalada
Guillermo Escalada (Montevideo, 24 april 1936 - 21 juni 2023) was een Uruguayaans voetballer die uitkwam voor Nacional.

## Carrière
Escalada begon te voetballen bij Nacional. Hij won drie keer de Uruguayaanse Primera División. In 1964 maakte hij de overstap naar Gimnasia La Plata. Escalada maakte in 1955 zijn debuut voor het Uruguayaans voetbalelftal. Hij speelde 30 wedstrijden voor de nationale ploeg en wist 11 doelpunten te scoren. Hij maakte deel uit van de selectie voor het voetbaltoernooi op de Wereldkampioenschap 1962.
Escalada overleed op 21 juni 2023.

## Erelijst
| Competitie       | Aantal | Jaren          |
| ---------------- | ------ | -------------- |
| Nationaal        |        |                |
| Primera División | 3x     | 1955,1956,1957 |